# کوندوفوری
کوندوفوری (به ایتالیایی: Condofuri) یک کومونه در ایتالیا است که در استان رجو کالابریا واقع شده‌است.

## خصوصیات
کوندوفوری ۵۸٫۵ کیلومترمربع مساحت و ۴٬۹۷۷ نفر جمعیت دارد و ۳۳۹ متر بالاتر از سطح دریا واقع شده‌است.

## خواهرخوانده
شهرهای آلیموس و ترمی خواهرخوانده‌های کوندوفوری هستند.